# Biljard (tal)
En biljard (äldre stavning billiard) betecknar det mycket stora talet 1 000 000 000 000 000 eller 1015 i tiopotensnotation och 10005 i tusenpotensnotation. Ordet är bildat från latinets bis, två gånger, och milliard. Samma antal kan anges som tusen biljoner eller en miljon miljarder. En biljard kan också anges med prefixet peta (P) och en biljarddel med prefixet femto (f). Ordets användning i svenska språket är omtvistad.

## Historik, användning
Ordet biljard myntades tillsammans med miljard, triljard, et cetera, på 1500-talet av den franske poeten Jacques Peletier du Mans och är ett internationellt ord (se även Biljon, historik). I svenskan har ordet använts i fackspråkliga sammanhang under 1800-talet och stavades ursprungligen på franskt manér billiard, men har under 1900-talet fått förenklad stavning, biljard.
Ordet biljard sätter namn på SI-prefixet peta och erbjuder ett kortfattat skrivsätt för magnituder mellan 1015 och 1018. Dess värde kan begripas genom att det har samma relation till biljon som miljard har till miljon. 
Ordet finns i Nordisk Familjebok (billiard, 1905), men saknas, i likhet med triljard och kvadriljard, i Svenska Akademins ordbok (1910). År 1968 finns biljard i Focus, men år 2008 saknas det, i likhet med triljard och kvadriljard, i Nationalencyklopedins ordbok. 
I redaktionell svenska är ordet ovanligt.

## Exempel på biljarder
- Ett ljusår är nio biljarder meter.
- Adobes bildformat DNG kan ange sju biljarder olika färger.
- IBM Roadrunner blev den 25 maj 2008 första superdator att utföra 1 biljard räkneoperationer per sekund.
- Om du kastar 51 spelkort i luften är chansen en på biljarden att alla kort landar med samma sida upp.
- Det finns i storleksordningen en biljard kg brytbart kol på jorden.
- Det finns uppskattningsvis tio biljarder myror på jorden.